# 递归 (计算机科学)
遞迴（英語：recursion）在電腦科學中是指一種通過重複將問題分解為同類的子問題而解決問題的方法。 遞迴式方法可以被用於解決很多的電腦科學問題，因此它是電腦科學中十分重要的一個概念。 絕大多數程式語言支援函式的自呼叫，在這些語言中函式可以通過呼叫自身來進行遞迴。計算理論可以證明遞迴的作用可以完全取代迴圈，因此有很多在函數程式語言（如Scheme）中用递归来取代循环的例子。
電腦科學家尼克勞斯·維爾特如此描述遞迴：
遞迴的強大之處在於它允許使用者用有限的語句描述無限的物件。因此，在電腦科學中，遞迴可以被用來描述無限步的運算，儘管描述運算的程式是有限的。——尼克勞斯·維爾特

## 遞迴程式

### java
```
public
 
void
 
recursiveTest
(){

    
recursiveTest
();
  
//自己调用自己，就叫递归

}

```

### python
```
def
 
RecursiveTest
():

    
RecursiveTest
()
  
# 自己调用自己

```

以上两个程式是最简单的递归，但因为无限地调用自己而不会停下，就会因为栈空间溢出而导致程序产生异常而强制停止，而python会因为自身设置的保护措施（限定递归的循环次数，但该次数可更改）而不断抛出异常。
所以如果想要设计一个递归程式，就必须注意设定一个表达式判断（例如if语句）来告诉程序是否应该继续递归下去。

## 应用
在支援自呼叫的程式語言中，遞迴可以通過簡單的函式呼叫來完成，如計算階乘的程式在數學上可以定義為：
{\displaystyle \operatorname {fact} (n)={\begin{cases}1&{\mbox{if }}n=0\\n\cdot \operatorname {fact} (n-1)&{\mbox{if }}n>0\\\end{cases}}}
這一程式在Scheme語言中可以寫作：
```
(
define
 
(
factorial
 
n
)

  
(
if
 
(
=
 
n
 
0
)

      
1

      
(
*
 
n
 
(
factorial
 
(
-
 
n
 
1
)))))

```

### 不動點組合子
即使一個程式語言不支援自呼叫，如果在這語言中函式是頭等物件（即可以在執行期創建並作為變數處理），遞迴可以通過不動點組合子（英語：Fixed-point combinator）來產生。以下Scheme程式沒有用到自呼叫，但是利用了一個叫做Z 算子（英語：Z combinator）的不動點組合子，因此同樣能達到遞迴的目的。
```
(
define
 
Z

  
(
lambda
 
(
f
)

    
((
lambda
 
(
recur
)
 
(
f
 
(
lambda
 
arg
 
(
apply
 
(
recur
 
recur
)
 
arg
))))

     
(
lambda
 
(
recur
)
 
(
f
 
(
lambda
 
arg
 
(
apply
 
(
recur
 
recur
)
 
arg
)))))))

(
define
 
fact

  
(
Z
 
(
lambda
 
(
f
)

       
(
lambda
 
(
n
)

         
(
if
 
(
<=
 
n
 
0
)

             
1

             
(
*
 
n
 
(
f
 
(
-
 
n
 
1
))))))))

```

這一程式思路是，既然在這裡函式不能呼叫其自身，我們可以用 Z 組合子應用(application)這個函式後得到的函式再應用需計算的參數。

### 尾端遞迴
尾端遞迴是指遞迴函式在呼叫自身後直接傳回其值，而不對其再加運算。尾端遞迴與迴圈是等價的，而且在一些語言（如Scheme中）可以被優化為迴圈指令。
因此，在這些語言中尾端遞迴不會佔用呼叫堆疊空間。以下Scheme程式同樣計算一個數字的階乘，但是使用尾端遞迴：
```
(
define
 
(
factorial
 
n
)

  
(
define
 
(
iter
 
product
 
counter
)

    
(
if
 
(
>
 
counter
 
n
)

        
product

        
(
iter
 
(
*
 
counter
 
product
)

              
(
+
 
counter
 
1
))))

  
(
iter
 
1
 
1
))

```

## 能够解决的问题
1、数据的定义是按递归定义的。如费氏数列。
2、问题解法按递归算法实现。如汉诺塔。
3、数据的结构形式是按递归定义的。如二叉树、广义表等。

## 遞迴資料
資料型別可以通過遞迴來進行定義，比如一個簡單的遞迴定義為自然數的定義：「一個自然數或等於0，或等於另一個自然數加上1」。Haskell中可以定義連結串列為：
```
data
 
ListOfStrings
 
=
 
EmptyList
 
|
 
Cons
 
String
 
ListOfStrings

```

這一定義相當於宣告「一個連結串列或是空串列，或是一個連結串列之前加上一個字串」。可以看出所有連結串列都可以通過這一遞迴定義來達到。